# Biserica Sfânta Vineri din Pitești
Biserica Sfânta Vineri este un monument istoric și de arhitectură din Pitești. Edificiul este așezat pe terasa cea mai joasă a orașului, la aproximativ 300 metri de centru. Lăcașul datează de la începutul secolului al XIX-lea.

## Ctitorii
Potrivit pisaniei de piatră încastrată în peretele vestic al pronaosului, sunt atestați ctitorii edificiului religios inițial: ,,S-au ridicat această sfântă biserică din temelie, de dumnealui biv vel sluger, Ion Ungurelu, i de jupan Hagi Țenea, începându-se din leat 1817, în care an s-a lucrat dă roșu, în tovărășie, până la al doilea an 1818 martie 18, s-au pristăvit răposatu slugeri. Iar dă atunci, din pricina împotriviri(i) vremilor, au rămas până în următorul an, când s-au sărșit (sfârșit), după cum se vede, cu toată cheltuiala numai a dumn. Alecsandru Ungurelu, fiul răposatului slugeri Ungu(relu) /.../1827”
,,Jupânul Hagi Țenea conform unui înscris datat 26 noiembrie 1796, de pe o cazanie de la biserica Gura Văii Ștefănești, era fiul negustorului bucureștean Pătru Kalfiagii Țeni. Familia Ungurelu era cunoscută ca fiind o familie de boieri argeșeni descendenți ai boierului Martin Buliga, ctitorul schitului Buliga, local de cult care a fost pe locul actualului Muzeu Județean din Pitești. În secolul al XIX-lea însă cel mai de seamă ctitor a fost familia Budișteanu, respectiv Drăghici Budișteanu, care a fost și epitrop al bisericii o perioadă îndelungată”

## Istoric
Între anii 1817-1827 s-a ridicat o biserică din lemn pe fundație de bolovani de râu cu hramurile: Cuvioasa Parascheva, Sfânta Treime și Tăierea Capului Sfântului Ioan Botezătorul, ,,care va fi demolată după 19 octombrie 1908, data definitivării actualei construcții, căreia i se pusese piatra fundamentală la 20 iulie 1904”
Inițiativa construirii acestui impunător locaș religios a aparținut preotului Ioan Becescu, ajutat de epitropii Gheorghe Rădulescu, Tudorache Cristea, Gheorghe Șerbănescu, care au participat efectiv la acțiunea de construire a bisericii și colectarea sumei de 12.810 lei aur, necesară finalizării lucrărilor. 
Planul construcției a fost conceput de către arhitectul bucureștean Ion N. Socolescu, iar execuția lucrărilor, coordonată de reputatul inginer constructor piteștean, Dimitrie Dima.
Providențialei întâlniri dintre un preot identificat cu chemarea sa – Ioan Becescu, cu un arhitect de înaltă concepție – Ion N. Solocescu, și cu un inginer de o competență inegalabilă – Dimitrie Dima, îi datorăm excepționala realizare a Bisericii Sfânta Vineri din Pitești. Acestui autentic triumvirat de oameni entuziaști și competenți, se cuvine a li se alătura pictorul D. Marinescu – autorul picturii murale, fost rector al Academiei de Belle Arte din București”. Astfel construită, împodobită cu o pictură excepțională și înzestrată cu vitrouri la toate ferestrele de jos până sus, cu un mobilier care va stârni admirația multor generații prin soliditatea lui, biserica Sfânta Vineri a fost sfințită de P.S. Gherasim Timuș al Argeșului la 19 octombrie 1908.

## Arhitectura
Pictura murală datând din anul 1908 prezintă stilistic influențe apusene evidente. Suportul picturii este realizat din praf de cretă, ulei durizat cu aderențe la stratul de tencuială nivelator al zidăriei. Aspectul somptuos al construcției a fost accentuat prin ampla decorație exterioară, prin vitrourile ferestrelor și prin mobilierul de un remarcabil rafinament artistic. 
Sub raport arhitectural, biserica prezintă prezintă o compartimentare specifică edificiilor bizantine având: altar, naos și pronaos, cu un plan extins pe latura de vest, printr-un pridvor a cărui boltă semicilindrică este susținută de șase coloane masive și pe două arce amplasate pe coloanele centrale.
,,În interior se pot admira vitraliile, stranele arhierești din dreapta și din stânga naosului, sau cafasul, toate din stejar masiv, sculptate în manieră brâncovenească și barocă”. ,,Pentru asigurarea unei conservări optime a lăcașului de cult au avut loc intervenții consemnate periodic: în 1957, se efectuează lucrări de refacere a acoperișului de tablă; în anul 1971, se introduce instalația de încălzire cu gaze; în 1972, se restaurează pictura murală de către Theodor Petrescu-Tutana și se va proceda la refacerea decorației exterioare din ipsos, pentru ca monumentul să-și păstreze măreția sa divină”.
Impunătorul edificiu atrage atenția publicului prin ornamentația care copiază în bună parte pe cea a Mânăstirii Curtea de Argeș, prin tinda cu cele patru coloane cu capiteluri lucrate după arhitectura veche grecească din piatră de Albești de Muscel, precum și prin mozaicurile din dreapta și din stânga intrării principale.
În perioada 2013-2015 a fost reabilitată printr-un proiect pe fonduri europene, lucrările executate fiind: consolidarea bisericii conform expertizei tehnice, restaurarea soclului, refacerea profilaturii, refacerea tencuielilor, reabilitarea acoperișului, restaurarea picturii interioare, a vitraliilor a mobilierului și a tâmplăriei. Lucrările efectuate la exterior au presupus amenajarea parcului, restaurarea gardului vechi, drumuri, alei, parcaje și amenajări peisagistice și pentru protecția mediului, rețele electrice în incintă.

## Monument istoric
Biserica Sfânta Vineri este inclusă în  Lista monumentelor istorice din România, având codul de clasificare ,,AG-II-m-B-13440.01”